# Johan de Veer
Johan Fredrik de Veer (Amsterdam, 11 november 1876 – Amsterdam, 14 maart 1916) was een Nederlands pianist.
Hij was zoon van Helena Elisabeth Holman en winkelier Stephan Willem de Veer. Hijzelf trouwde met Wilhelmina de Veer-de Lange, zangpedagoge (dochter van Daniël de Lange).
Hij kreeg zijn opleiding aan het Conservatorium van Amsterdam. Leraren waren daarbij Louis Coenen, Julius Röntgen, Jean-Baptiste de Pauw, Daniël de Lange, Jacques Hartog en Bernard Zweers. Er volgden ook nog lessen bij Harold Bauer in Parijs.
Eenmaal terug in Nederland werd hij leraar piano en muziektheorie in Amsterdam als ook docent aan de Muziekschool van de Maatschappij tot Bevordering der Toonkunst en het in 1914 door hemzelf opgerichte Instituut voor Muziek in Haarlem, van die laatste was hij ook directeur. Hij was de leraar van Piet Vincent, zijn latere opvolger aan de Haarlemse Muziekschool. Als uitvoerend musicus vormde hij duo’s met Karl Meyer en Etta Madier de Montjau, speelde met het Sévcik-kwartet en het Concertgebouw-sextet, dirigeerde wel koren in binnen en buitenland.
Hij herschreef/vertaalde Das Klavier und seine Meister van Oscar Bie naar Het klavier en zijn meesters, Hij bracht ook twee bundels Goede bekenden (1910) uit, collecties door André Vlaanderen geïllustreerde kinderliedjes onder voorwoord van zijn leraar Daniël de Lange. Ze beleefden meerdere drukken.
Hij overleed na een kort ziekbed vlak na de uitgifte van Muzikaal Nederland 1850-1910. Hij werd gecremeerd op Westerweld.